# Robert Sheldon
Robert Sheldon (3 februari 1954) is een Amerikaans componist, muziekpedagoog en dirigent.

## Levensloop
Sheldon studeerde aan Universiteit van Miami in Coral Gables en behaalde daar zijn Bachelor of Music in muziekpedagogiek. Verder studeerde hij aan de Universiteit van Florida in Gainesville (Florida), waar hij zijn Master of Fine Arts in orkestdirectie behaalde. 
Hij was docent voor instrumentale muziek aan openbare scholen in Florida (staat) en Illinois (staat). Verder doceerde hij aan de Florida State University in Tallahassee orkestdirectie an opleiding voor instrumentale muziek. Hier was hij ook dirigent van de harmonieorkesten van de universiteit en werd later professor. Sheldon is ook professor voor compositie aan de Bradley Universiteit in Peoria (Illinois). De muziekuitgave Alfred Publishing Company won hem later als verantwoordelijk hoofd voor de concert-literatuur voor harmonieorkesten. 
Als docent en dirigent was hij werkzaam bij talloze workshops van zogenoemde regionale en "All-State Honor Bands" en bereisde met deze orkesten de hele Verenigde Staten, maar ook daarbuiten. Verder is hij chef-dirigent van het Prairie Wind Ensemble van de Illinois Central College. 
Sheldon is lid in verschillende organisaties, die muziek en muziekopleiding promoten. De American School Band Directors Association heeft hem voor zijn composities onderscheiden met de Volkwein Award en als muziekpedagoog met de Stanbury Award. Van de American Society of Composers, Authors and Publishers (ASCAP) werd hij meer dan twintig keer onderscheiden met de ASCAP-Standard Award voor zijn werken voor harmonieorkest. In 1990 werd hij door de International Assembly of Phi Beta Mu (dirigenten broederschap) onderscheiden als International Outstanding Bandmaster van het jaar.

## Composities

### Werken voor harmonieorkest
- 1976 Divertimento, op. 9
- 1981 Fall River Overture, op. 18
- 1983 Intrada for Winds, op. 20
- 1984 A Bayside Portrait, op. 21
- 1985 Mark of Triumph, op. 22
- 1986 Manatee Lyric Overture, op. 23
- 1987 Southwest Saga, op. 25
- 1987 Sandcastle Sketches, op. 27
- 1988 Fanfare and Intermezzo, op. 24
- 1988 Bristol Bay Legend, op. 29
- 1989 Danse Celestiale, op. 28
- 1989 Crest of Nobility, op. 31
- 1989 Ocean Ridge Rhapsody, op. 32
- 1990 Visions of Flight, op. 30
- 1990 Eagle Mountain Overture, op. 34
- 1991 The Corsairs Landing, op. 26
- 1991 Spirit Lake Overture, op. 35
- 1991 Lindbergh Variations, op. 36
- 1992 Silver Spring Soliloquy, op. 37
- 1992 A Symphonic Narrative, op. 38
- 1992 Willow Grove, op. 40
- 1993 West Highlands Sojourn, op. 39
- 1993 Four Winds, op. 43
- 1993 Pevensey Castle, op. 44
- 1994 Lost Colony, op. 41
- 1994 Images, op. 45
- 1994 Red Rock Canyon, op. 48
- 1995 Appalachian Legacy, op. 46
- 1995 Voices from the Battlefield, op. 52
- 1996 Legend of Starved Rock, op. 53
- 1996 Prairiescape, op. 55
- 1996 Coldwater Crap, op. 56
- 1996 In the Shining of the Stars, op. 57
- 1997 Cape Fear Chronicles, op. 54
- 1997 Of Kindred Spirit, op. 60
- 1998 A Longford Legend, op. 58
- 1998 A Lantern in the Window, op. 59
- 1998 Century Point, op. 61
- 1998 Storybrook ONCE UPON A TIME, op. 63
- 1999 Northwest Rising, op. 50
- 1999 Beyond the Higher Skies, op. 62
- 1999 The Crossings, op. 64
- 1999 Spoon River
- 2000 Prelude on an Old English Hymn, op. 67
- 2000 Let Evening Come, op. 68
- 2000 The Pioneer's Passage, op. 69
- 2000 Chanteys, op. 70
- 2001 A Simple Celebration, op. 49
- 2001 Ghost Fleet, op. 71
- 2001 Garden of the Black Rose, op. 72
- 2001 Infinite Horizons, op. 73
- 2001 Gently Touch the Sky, op. 74
- 2001 Ritmico!, op. 75
- 2001 Hill Country Holiday, op. 76
- 2002 Brule River Celebration, op. 77
- 2002 Winds of Morocco, op. 78
- 2002 Chiaroscuro: Symphonic Dances in Shades of Darkness and Light, op. 79
- 2002 Quixotic Episode, op. 80
- 2002 Barrier Reef, op. 81
- 2002 Rock Island Trail, op. 82
- 2002 A Joyful Journey, op. 83
- 2002 CWistmastimes Three
- 2003 Welsh Ayres and Dances, op. 84
- 2003 The Final Voyage, op. 85
- 2003 March Ceremonial, op. 86
- 2003 Palimpsest, op. 87
- 2003 Blaze of Glory, op. 88
- 2003 Timberline Overture, op. 89
- 2003 Phrygian Phantasy, op. 90
- 2003 In this quiet place, op. 91
- 2003 A Scandinavian Folk Tale
- 2003 An Irish Ballade
- 2003 Armenian Anthem
- 2003 El Rey de Fransia
- 2003 Holiday Sleigh Ride
- 2003 Korobochka
- 2003 Noel Francais
- 2003 Patriotic Salute
- 2003 Shenandoah
- 2003 Wallaby Walkabout
- 2004 Moravian Folk Rhapsody, op. 92
- 2004 Falcon Lake Overture, op. 93
- 2004 To Conquer the Skies, op. 94
- 2004 Mystic Journey, op. 98
- 2004 Dorian Dreamscape, op. 100
- 2004 March of the Majestics, op. 101
- 2004 The Message on the Rock, op. 102
- 2004 A Christmas Couplet
- 2004 A Scottish Ballade
- 2004 Big Brass on Patrol
- 2005 Awakened Like the Morn, op. 65
- 2005 In the Center Ring, op. 97
- 2005 Three Miniatures for Winds and Percussion, op. 99
- 2005 Pride of the Grenadiers, op. 103
- 2005 Tales of Dundee, op. 106
- 2005 The Monster Under the Bed, op. 107
- 2005 March Mixolydian, op. 108
- 2005 Cellular Symphony, op. 109
- 2005 An American Hymntune
- 2005 A Carol of Two Mangers
- 2005 Symphonic Suite from "Harry Potter and the Goblet of Fire"
- 2006 A Prairie Portrait, op. 96
- 2006 As a Wind from the North, op. 104
- 2006 Metroplex: Three Postcards from Manhattan, op. 110
- 2006 Bellefonte Overture, op. 111
- 2006 Lost in Mammoth Cave, op. 112
- 2006 The Phantom of Dark Hollow, op. 113
- 2006 Lydian Lullaby, op. 116
- 2006 The Bermuda Triangle, op. 117
- 2006 A Most Wonderful Christmas
- 2006 An Irish Air
- 2006 Bounty Hunter from "Advent Rising"
- 2006 "Halo Suite" from Video Games Live
- 2007 Requiem to a Land Forgotten, op 105
- 2007 The Mystery of Duffy's Cut, op. 114
- 2007 The Spirit of Killian Hill, op. 118
- 2007 Charleston Harbor Celebration, op. 119
- 2007 There Will Come Soft Rains, op. 122
- 2007 Integrity, op. 123
- 2007 An Australian Sea Ballad
- 2007 Pop Culture
- 2007 Sugar Creek Overture
- 2007 Three Carols for a Celebration
- 2008 Art in the Park, op. 95
- 2008 Flight of the Piasa, op. 120
- 2008 Three Georgian Vignettes, op. 121
- 2008 Fantasy on an Early American Marching Tune, op. 125
- 2008 Appalachian Morning, op. 127
- 2008 Synergies, op. 128
- 2008 Praeludium and Dance, op. 130
- 2008 Conundrum
- 2008 Patriotic Snippets
- Maqamat, op. 13
- Variants on a Union Hymn, op. 33
- Golden Panther March, op. 42
- Storm Chaser March, op. 47
- Paragon, op. 51
- Once the Man, op. 66
- Bright Auroral Skies, op. 115
- Choreography, op. 125
- Savannah River Rhapsody, op. 129
- The Lords of Greenwich, op. 131
- River Trail Expedition, op. 134
- An Iberian Fantasy: The Villas of Boca Raton, op. 135
- Commemoration, op. 136